# Juan José Álvarez Delgado
Juan José Álvarez Delgado es un veterinario y político peruano. Fue consejero regional de Puno por la provincia de Huancané entre 2011 y 2015. También ocupó el cargo de alcalde de la provincia de Huancané entre 1999 y 2002.
Nació en el distrito de Yaurisque, provincia de Paruro, departamento del Cusco, Perú, el 26 de noviembre de 1950. Cursó sus estudios primarios en su localidad natal y los secundarios en el Colegio Nacional de Ciencias de la ciudad del Cusco. Entre 1972 y 1980 cursó estudios superiores de medicina veterinaria y zootecnia en la Universidad Nacional del Altiplano en Puno.
Su primera participación política se dio en las elecciones municipales de 1998 en que fue candidato a la alcaldía de la provincia de Huancané por Somos Perú. Esta elección se realizó en dos rondas ya que, en la primera ningún candidato alcanzó más del 20% de los votos. En efecto, Álvarez que había quedado primero obtuvo sólo el 17.878% de los votos. En la segunda elección municipal obtuvo el 57.79% de los votos y fue elegido como alcalde para el periodo 1998-2002. En las elecciones regionales del 2002 se presentó como candidato a la vicepresidencia del Gobierno Regional de Puno por Somos Perú junto al candidato a presidente Luis Alberto Palacios Sardón obteniendo sólo el 13.285% de los votos y quedando en cuarto lugar. Luego tentó su reelección como alcalde de Huancané en las elecciones municipales del 2006 sin éxito y participó en las elecciones regionales del 2010 resultando elegido como consejero regional por esa provincia.